# Kalyptra
Kalyptra ist ein Begriff aus der Botanik, der für verschiedene Phänomene verwendet wird. Im weiteren Sinn bedeutet es eine Abdeckung, Haube, Mütze oder Lid für ein Organ oder einen Körper.

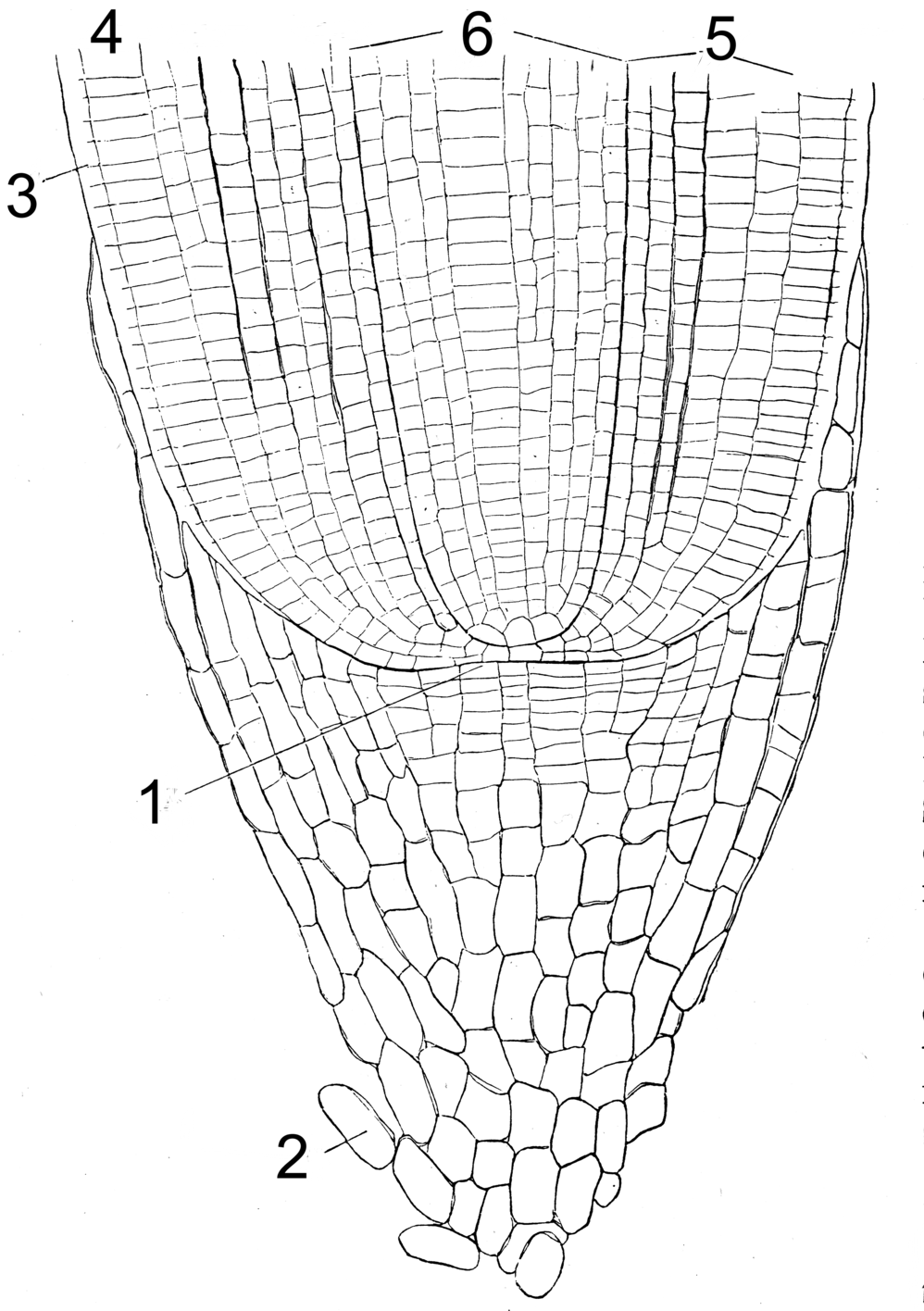
Medianer Längsschnitt durch eine Wurzelspitze von Hordeum vulgare; 1. Meristem, Calyptrogen, 2. Wurzelhaube/Kalyptra, 3. Rhizodermis, 4. Dermatogen, 5. Periblem, 6. Plerom

## Moose
Bei Moosen bezeichnet Kalyptra eine Haube, die bei vielen Laubmoosen die Kapsel bedeckt und zu deren Schutz beiträgt, sie liegt auf dem Operculum; dem Deckel des Sporangiums. Sie entsteht dadurch, dass der Sporophyt zu Beginn seines Wachstums das Gewebe des Gametophyten, in dem er entstanden ist (in der Regel wird das der Archegonienhals sein), abreißt und ein Stück davon mit nach oben trägt.
Die Kalyptra kann sehr unterschiedlich ausgebildet sein. Bei einigen Moosen besteht sie aus einer Art Filz, bei anderen aus einer häutigen Kappe, bei wieder anderen fällt sie schnell ab.

## Samenpflanzen
Bei Samenpflanzen bezeichnet das Wort Kalyptra eine Wurzelhaube. Sie dient hier als Schutz des Wurzelvegetationspunktes beim Vordringen ins Erdreich. Ferner wird durch verschleimende Zellen das Eindringen in das Erdreich erleichtert.
Auch bezeichnet es eine kompakte Haube, Schutzgewebe (Blütenkappe, Knospenkappe) für Staub- und Fruchtblätter bei Blüten die an einem bestimmten Zeitpunkt der Entwicklung abfällt, wie z. B. bei den Eukalypten (hier auch Operculum), der Gattung Eschscholzia oder bei Weinreben.
Sie kann aus den verwachsenen gamosepalen Kelchblättern (calycine) und/oder den gamopetalen Kronblättern (coralline) bestehen.
Von einer Pseudokalyptra spricht man wenn sich die freien Blüten- oder Kelchblätter sich während der Entwicklung überlappen und ihre Oberflächen fest anhaften, so dass sie als eine Einheit fallen, die einer verschmolzenen Blütenhülle ähnelt, wie bei Syzygium-Arten oder den Eukalypten.

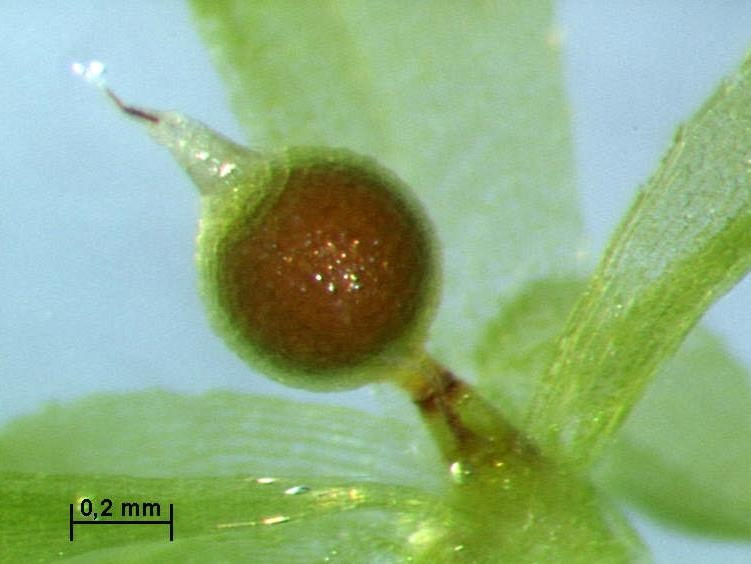
Kleistokarper Sporophyt von Physcomitrella patens. Die Kalyptra sitzt der braunen Sporenkapsel auf. Der bräunlich gefärbte Archegonienhals ist zu erkennen
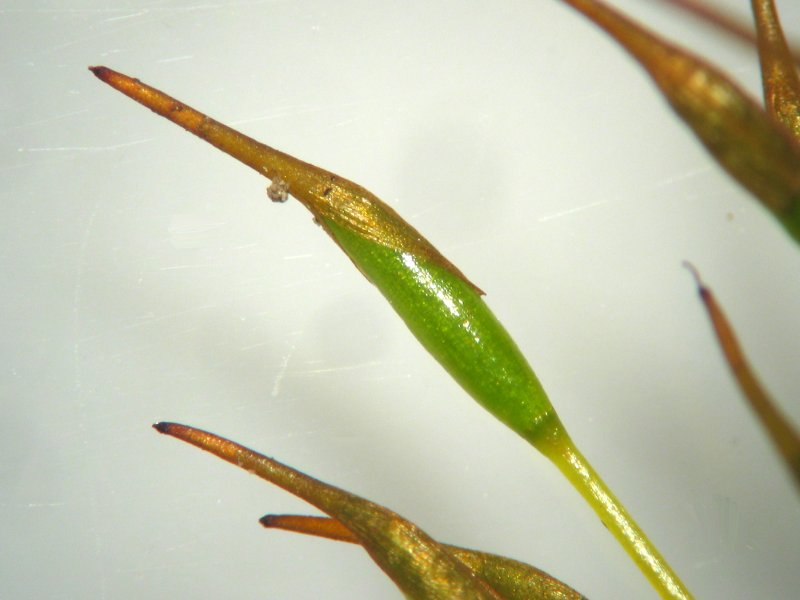
Kalyptra des Mauer-Drehzahnmooses (Tortula muralis)
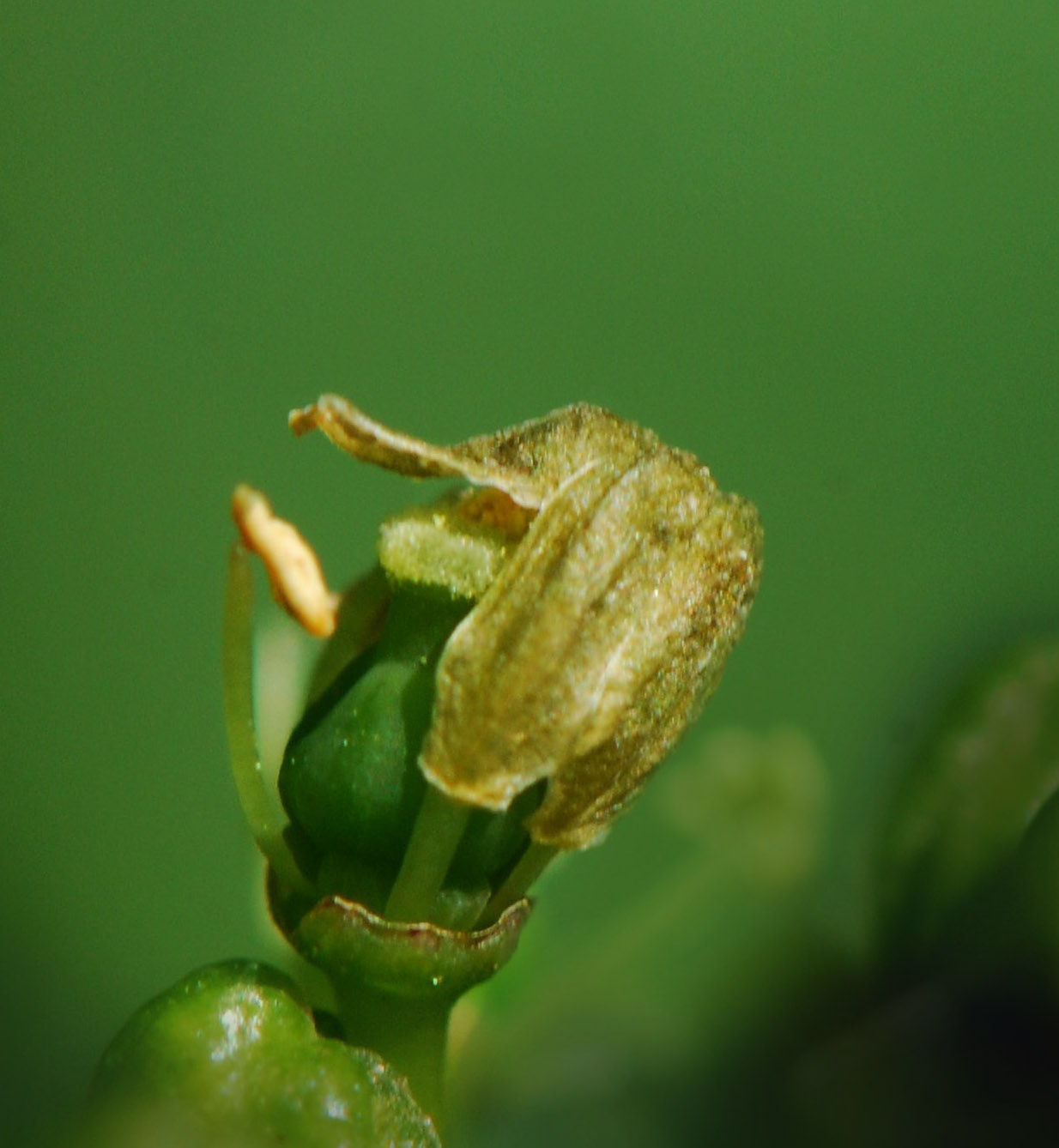
Kalyptra aus den Petalen einer Weintraube
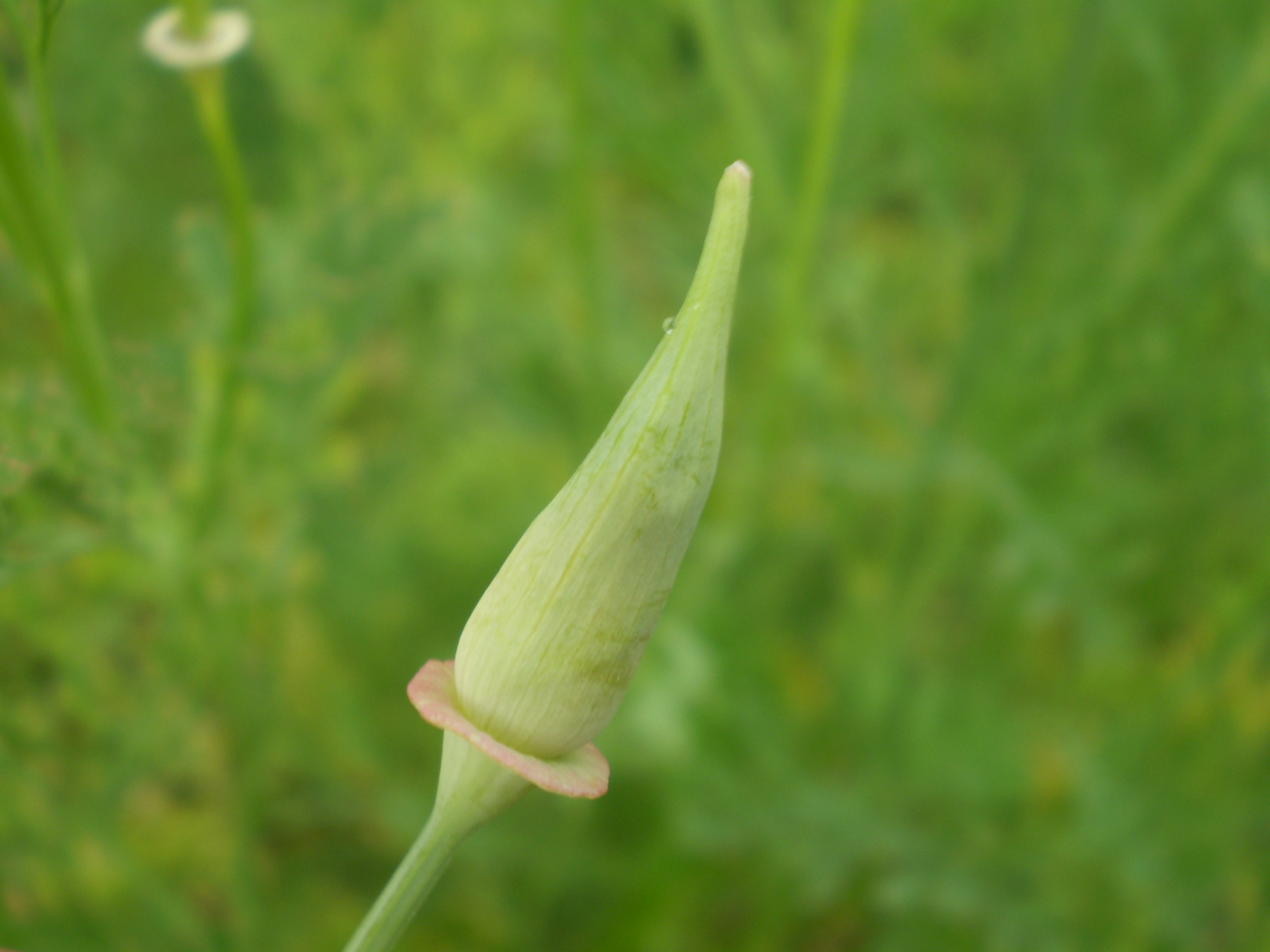
Noch geschlossene Blüte  von Eschscholzia californica mit später abfallender Kalyptra an der Spitze
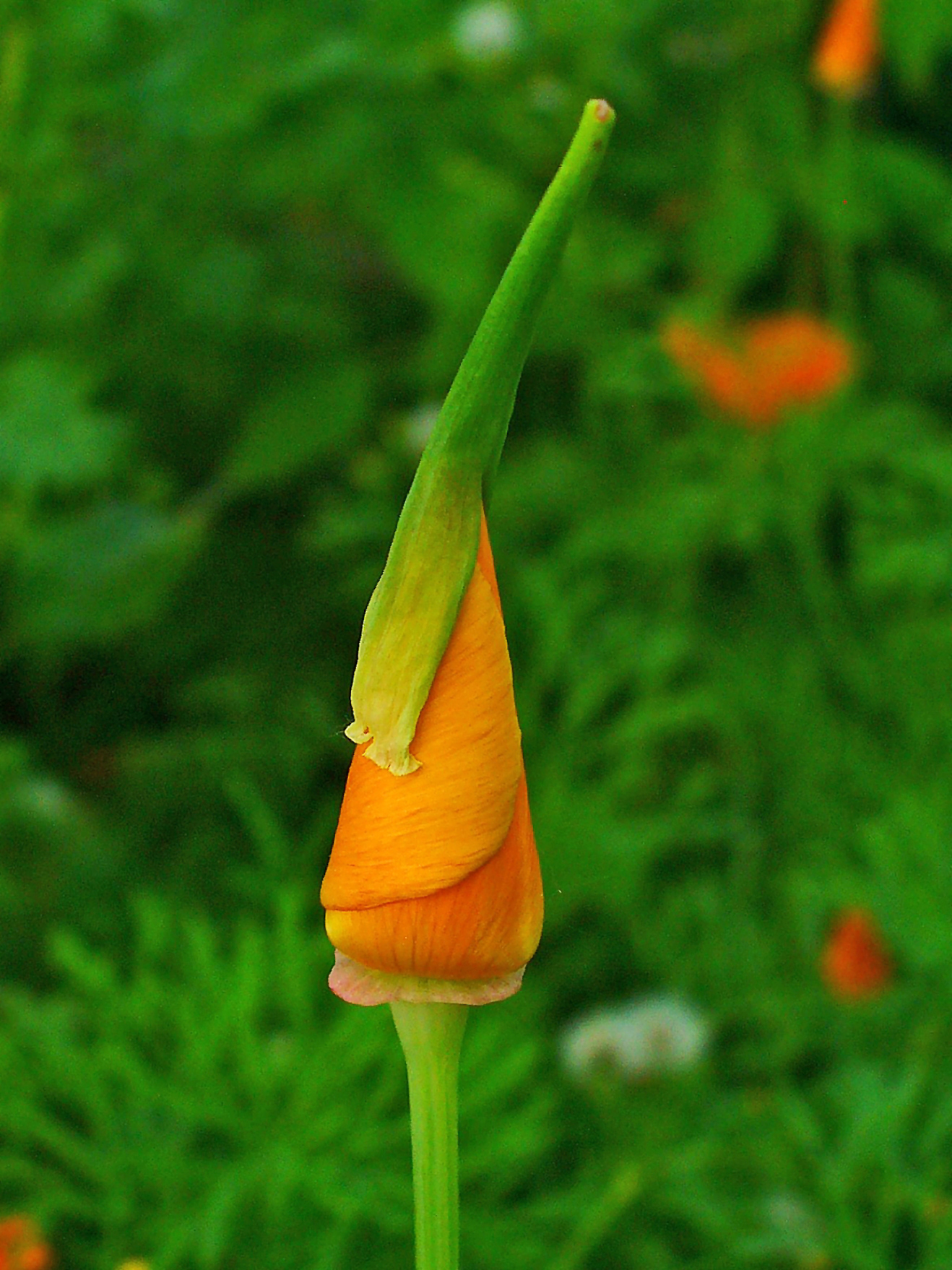
Abfallende Kalyptra aus den Sepalen bei Eschscholtzia californica